# Cassella
Cassella AG (från 1951 till 1978 formellt Cassella Farbwerke Mainkur AG), tyskt kemi- och läkemedelsföretag i Frankfurt am Main. Företaget är en av många föregängare för det nuvarande Sanofi.
1925 blev Cassella en del av IG Farben. Från 1951 var Cassella återigen formellt ett eget företag. Aktiemajoriteten blev 1970 övertagit av Hoechst och 1995 försvann namnet Cassella upp i Hoechst, som fyra år senare fusionerades med Rhône-Poulenc under namnet Aventis, sedermera Sanofi-Aventis och numera Sanofi.